# Napple Tale
Napple Tale: Arsia in Daydream es un juego de plataformas para la Sega Dreamcast lanzado el 18 de octubre de 2000 en Japón.

## Historia
La historia empieza con una chica llamada Arsia, quien va a un carnaval, ahí ella se golpea en la cabeza y se desmaya. Entonces ahí ella entra a un mundo de ensueño, donde conoce a Straynap, un ángel de la muerte. Este la guía y ayuda durante el juego. Arsia, conocida como Poach en ese mundo, se da cuenta de que el Pueblo Napple está en crisis. Las estaciones (invierno, verano, otoño y primavera) necesitan ser rescatadas encontrando los 6 Pétalos Napple. Luego de rescatar las estaciones, los habitantes de Napple tienen surtidos y extensos problemas (aproximadamente 20) en los que Poach tendrá que ayudarlos, estos problemas pueden ser desde construir o reparar una casa hasta detener a dos amigos que estén peleando.

## Personajes
- Arsia/Poach: es la protagonista. Derrota a sus enemigos con una raqueta. Su meta es regresar al mundo real.
- Dragón: es un tacaño cobrador de impuestos y ama el dinero.
- Dryad: es el pastor de la iglesia del pueblo Napple.
- Frocar: es el alcalde de Napple. Es mitad rana, mitad carro, de ahí su nombre. Su casa es grande, en ella hace reuniones para discutir los problemas en el pueblo.
- Louis: vive en el lado verbenero del pueblo, era el mejor amigo de Oliver hasta que fue seducido por una sirena.
- Mere: es el dueño de la tienda Hatena en el lado del invierno de Napple. Poach está enamorada de él, pero él no tiene intereses románticos con ella.
- Oliver: vive en el lado del invierno en el pueblo, es el mejor amigo de Louis.
- Straynap: es el dueño de la tienda de helados 13 Ice, donde Poach vive. Él le avisa y enseña a Poach todo acerca el Mundo de Ensueño.

## Música
La música fue escrita por  Yōko Kanno y las pistas vocales fueron realizadas por Maaya Sakamoto.
- Datos: Q6135133